# Tipula carinifrons
Tipula carinifrons är en tvåvingeart. Tipula carinifrons ingår i släktet Tipula och familjen storharkrankar.

## Underarter
Arten delas in i följande underarter:
- T. c. carinifrons
- T. c. gynaptera
- T. c. violovitshi